# Holger Stanislawski
Holger Stanislawski (Amburgo, 26 settembre 1969) è un allenatore di calcio ed ex calciatore tedesco.